# Partia Pionierów
Partia Pionierów (indonez. Partai Pelopor) – założona w 2002 roku, indonezyjska partia polityczna. Przewodniczącą ugrupowania jest Rachmawati Sukarnoputri, córka pierwszego prezydenta Republiki Indonezji – Sukarno oraz siostra byłej prezydent kraju – Megawati Sukarnoputri. Partia jak do tej pory startowała dwukrotnie w indonezyjskich wyborach parlamentarnych. W 2004 roku, Partia Pionierów uzyskała 3 mandaty w Ludowej Izbie Reprezentantów (0,77% głosów w skali kraju). W kolejnych wyborach zorganizowanych w 2009 roku, ugrupowanie uzyskało 0,33% głosów nie zdobywając żadnego miejsca w parlamencie.